# Тхелет
Тхелет (на иврит: תכלת‎) е син до пурпурно-син оцветител, използван в Древността.
Тхелет е получаван от морски мекотели, но технологията за производството му е изгубена, като днес има различни хипотези за неговия източник. Оцветителят се споменава многократно в Библията и изпълнява важни функции в юдаизма като част от облеклото на свещенослужителите.